# Aleksei Aleksandrovich Bayev
Aleksei Aleksandrovich Bayev (tiếng Nga: Алексей Александрович Баев; sinh ngày 30 tháng 5 năm 1993) là một cầu thủ bóng đá người Nga. Anh thi đấu cho FC Tambov.

## Sự nghiệp câu lạc bộ
Anh có màn ra mắt tại Giải bóng đá chuyên nghiệp quốc gia Nga cho F.K. Tambov vào ngày 24 tháng 9 năm 2013 trong trận đấu với FC Metallurg-Oskol Stary Oskol.